# Гуманитарная бомбардировка
Гуманитарная бомбардировка — сатирическое иносказание для обозначения массированных бомбардировок Югославии во время войны НАТО против Югославии 1999 года.
Является аллюзией на высказывание экс-президента Чехии Вацлава Гавела. В 2004 году произошёл спор между ним и сенатором и кандидатом в депутаты Европейского парламента Рихардом Фалбром по поводу изречения «бомбардировка в гуманитарных целях». Гавел назвал сенатора «лгуном», в то время, как Фалбр считает, что у Гавела «короткая память». Инцидент разгорелся после того, как в одной из воскресных телепередач на вопрос ведущей о том, «мог бы Вацлав Гавел стать президентом Европы?», Фалбр ответил, что «не представляет себе на этом посту человека, который изобрел понятие „бомбардировка в гуманитарных целях“». В печати позднее появилось опровержение, в котором Гавел пишет, что «он не только не придумывал, но и никогда не применял и не мог применить подобную формулировку». Рихард Фалбр, в свою очередь, напоминает о статье Гавела в газете Le Monde 29 апреля 1999 года:

Я думаю, что во вторжении НАТО в Косово имеется элемент, в котором никто не может сомневаться: воздушные атаки, бомбы не вызваны материальной заинтересованностью. Их характер — исключительно гуманитарный: главную роль играют принципы, права человека, которые имеют приоритет даже над государственным суверенитетом. Это делает вторжение в Федерацию Югославия законным даже без мандата ООН.
Оригинальный текст (фр.)Dans l’intervention de l’OTAN au Kosovo, je pense qu’il y a un élément que nul ne peut contester : les raids, les bombes, ne sont pas provoqués par un intérêt matériel. Leur caractère est exclusivement humanitaire : ce qui est en jeu ici, ce sont les principes, les droits de l’homme auxquels est accordée une priorité qui passe même avant la souveraineté des Etats. Voilà ce qui rend légitime d’attaquer la Fédération yougoslave, même sans le mandat des Nations unies.

Выражение использовалось и после войны в Югославии: так, Фидель Кастро, комментируя иностранную интервенцию в Ливию (2011), сказал:
Еще никогда большая или маленькая страна, в данном случае всего с пятимиллионным населением, не становилась жертвой такой жестокой атаки ВВС с тысячами истребителей-бомбардировщиков, более чем с сотней подводных лодок, ядерных авианосцев и арсеналом, достаточным для того, чтобы уничтожить планету. <…> Тем не менее теперь преступное и дискредитированное НАТО напишет «красивую» историю о его «гуманитарной» бомбардировке.